# Torre di Bassano (Vasto)
La torre di Bassano è un'antica torre situata a Vasto, in piazza Gabriele Rossetti.

## Storia
Costruita nel 1439 dall'ingegnere senese Mariano di Jacopo, detto "il Taccola", su commissione del marchese Giacomo Caldora, in occasione della realizzazione della cinta muraria cittadina che presentava in origine cinque torri rompitratta collocate a intervalli, fu restaurata nel XVI secolo durante il dominio dei d'Avalos e nello stesso periodo passò in proprietà ai Bassano, antica famiglia ottomana di Padova. Nel 1814 sul tetto della torre fu collocato un telegrafo. Col tempo l'edificio subì interventi che portarono all'aggiunta di due balconi con inferriata ed una finestra che danno su piazza Gabriele Rossetti. La torre rappresenta un esempio di arte difensiva militare, unica nel suo genere in Italia meridionale, per fattura ed armonica proporzione.

## Architettura
La torre fa parte della cinta muraria cittadina che si ricollegava al castello Caldoresco tramite la porta Castello, non più presente. Parte delle mura furono stravolte nel XX secolo con l'aggiunta di abitazioni e la realizzazione nel lato sud dello spiazzo di largo Guglielmo Marconi. La torre mostra il tipico stile architettonico delle costruzioni fatte erigere da Giacomo Caldora, ha pianta circolare e si sviluppa su quattro piani. Presenta beccatelli di coronamento in corrispondenza del secondo livello, ed altri in corrispondenza dell'ultimo, questi ultimi risalenti all'epoca dei Bassano, che l'innalzarono fino all'altezza contemporanea. Sulla sommità vi sono inoltre delle feritoie. Sempre sul secondo livello, singolare risulta una tavoletta di pietra incastonata, posta sul lato orientale, con scolpiti due stemmi, sovrapposti secondo una gerarchia di poteri: quello in alto rappresenta armi regie, mentre quello in basso lo stemma del feudatario Giacomo Caldora o della locale Universitas, dai quali deriva l'emblema di Vasto. La torre, la meglio conservata di tutta la cinta muraria cittadina sorta ai confini di un anfiteatro romano situato sotto le fondamenta di piazza Gabriele Rossetti, è un'abitazione privata, al cui ingresso è presente un negozio.